# Esposende
Esposende ist eine Stadt im Norden Portugals. Das Stadtgebiet setzt sich aus den drei Gemeinden Esposende, Gandra und Marinhas zusammen.
Der Rio Cávado mündet hier in den Atlantischen Ozean. Bekannt ist der Ort zudem für seine Strände.
Am 29. September 2013 wurden die Gemeinden Esposende, Marinhas und Gandra zur neuen Gemeinde União das Freguesias de Esposende, Marinhas e Gandra zusammengeschlossen. Esposende ist Sitz dieser neu gebildeten Gemeinde.

## Geschichte
Funde belegen eine vorgeschichtliche Besiedlung. Zu nennen ist dabei der Menhir São Paio de Antas und insbesondere die Ausgrabungsstelle der Siedlung Castro de São Lourenço aus der Castrokultur. Das Gebiet gehörte im frühen 5. Jahrhundert zum Suebenreich, dann zum Westgotenreich. Die Etymologie des Ortsnamens deutet auf eine entsprechende germanische Herkunft der Bezeichnung des Ortes, der ursprünglich Hispanusindus und dann Spanusinde hieß. Esposende wurde erstmals offiziell in einer Urkunde von 959 erwähnt, als eine Ortschaft nahe der Salinen der Villa de Fano. 1108 nannte ein Erbschaftsdokument eines Klosters, dem Mosteiro de Vairão, den Ort Esposende, in dem die Kinder von Paio Godins und Goutinho Nunes Gebiete zwischen Esposende, Braga und Vila do Conde aufteilten.
In den königlichen Erhebungen von 1220 wurde Esposende als kleine Ortschaft der Gemeinde Zopães (heute Marinhas) aufgeführt. Bischof Pedro verhalf allen Gemeinden im Erzbistum Braga zur Unabhängigkeit, mit Ausnahme Esposendes, das erst nach mehreren Versuchen und durch Initiative des Frei Bartolomeu dos Mártires aus der Verwaltungsgemeinde Marinhas ausgegliedert und eigenständig wurde. Am 19. August 1512 schließlich wurde Esposende zur Kleinstadt (Vila) erhoben und Sitz eines eigenen Kreises. Im weiteren Verlauf der portugiesischen Entdeckungsfahrten nahm Esposendes Aufschwung deutlich zu, insbesondere als Ort des Seehandels, des Schiffsbaus und der Salzgewinnung, aber auch die Landwirtschaft und die Weideviehzucht trugen zur wirtschaftlichen Entwicklung bei. König D. Sebastião erweiterte die Stadtrechte Esposendes mit Urkunde vom 5. Oktober 1573.
Die weiter angestiegene Bedeutung Esposendes führte zur Ansiedlung eines Amtsgerichtes 1898. Am 19. August 1993 wurde die bisherige Kleinstadt (Vila) schließlich zur Stadt (Cidade) erhoben.

## Verwaltung

### Der Kreis
Esposende ist Sitz eines gleichnamigen Kreises (Concelho) im Distrikt Braga. Am 30. Juni 2011 hatte der Kreis 36700 Einwohner auf einer Fläche von 95,4 km².
Die Nachbarkreise sind (im Uhrzeigersinn im Norden beginnend): Viana do Castelo, Barcelos, Póvoa de Varzim sowie der Atlantische Ozean.
Mit der Gebietsreform im September 2013 wurden mehrere Gemeinden zu neuen Gemeinden zusammengefasst, sodass sich die Zahl der Gemeinden von zuvor 15 auf neun verringerte.
Die folgenden Gemeinden (Freguesias) liegen im Kreis Esposende:

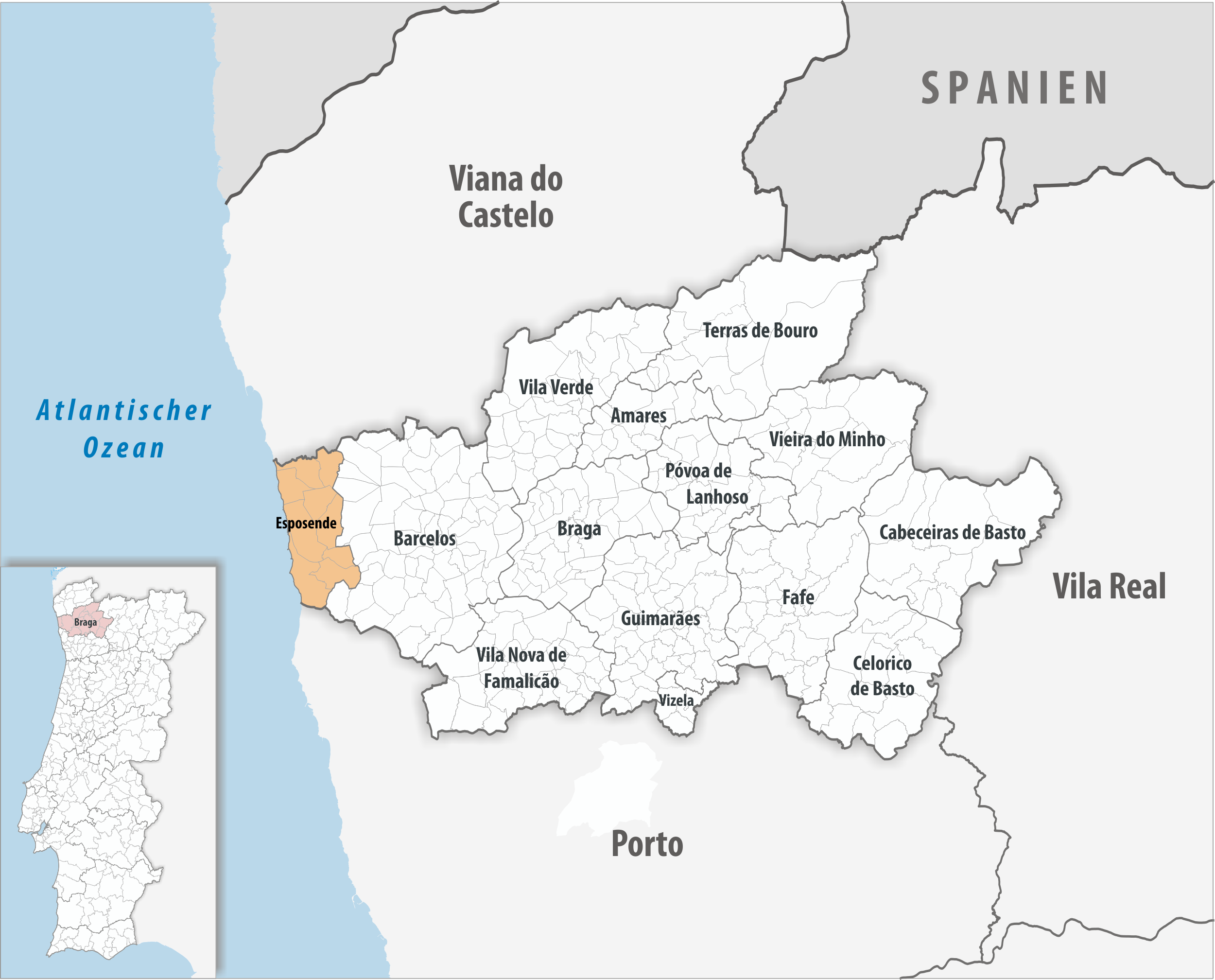
Kreis Esposende

| Gemeinde                     | Einwohner (2021) | Fläche km² | Dichte Einw./km² | LAU- Code |
| ---------------------------- | ---------------- | ---------- | ---------------- | --------- |
| Antas                        | 2.178            | 9,07       | 240              | 030601    |
| Apúlia e Fão                 | 7.847            | 16,29      | 482              | 030616    |
| Belinho e Mar                | 2.896            | 8,95       | 324              | 030617    |
| Esposende, Marinhas e Gandra | 12.262           | 17,31      | 708              | 030618    |
| Fonte Boa e Rio Tinto        | 1.838            | 10,38      | 177              | 030619    |
| Forjães                      | 2.646            | 8,30       | 319              | 030608    |
| Gemeses                      | 1.113            | 5,57       | 200              | 030610    |
| Palmeira de Faro e Curvos    | 3.097            | 11,04      | 280              | 030620    |
| Vila Chã                     | 1.255            | 8,50       | 148              | 030615    |
| Kreis Esposende              | 35.132           | 95,41      | 368              | 0306      |

### Bevölkerungsentwicklung
| Einwohnerzahl im Kreis Esposende (1801–2011) | Einwohnerzahl im Kreis Esposende (1801–2011) | Einwohnerzahl im Kreis Esposende (1801–2011) | Einwohnerzahl im Kreis Esposende (1801–2011) | Einwohnerzahl im Kreis Esposende (1801–2011) | Einwohnerzahl im Kreis Esposende (1801–2011) | Einwohnerzahl im Kreis Esposende (1801–2011) | Einwohnerzahl im Kreis Esposende (1801–2011) | Einwohnerzahl im Kreis Esposende (1801–2011) | Einwohnerzahl im Kreis Esposende (1801–2011) |
| -------------------------------------------- | -------------------------------------------- | -------------------------------------------- | -------------------------------------------- | -------------------------------------------- | -------------------------------------------- | -------------------------------------------- | -------------------------------------------- | -------------------------------------------- | -------------------------------------------- |
| 1801                                         | 1849                                         | 1900                                         | 1930                                         | 1960                                         | 1981                                         | 1991                                         | 2001                                         | 2011                                         |                                              |
| 4157                                         | 12.545                                       | 15.161                                       | 19.452                                       | 23.966                                       | 28.652                                       | 30.101                                       | 33.325                                       | 34.361                                       |                                              |

### Kommunaler Feiertag
- 19. August

### Städtepartnerschaften
- Ozoir-la-Ferrière, Frankreich
- São Domingos, Insel Santiago, Kap Verde[8]

## Verkehr
Die Stadt liegt mit eigener Anschlussstelle an der Autobahn A28, die von Porto kommend nördlich bis ins spanische Galicien führt.
Die nächste Eisenbahnanbindung ist der etwa 15 km östlich gelegene Bahnhof von Barcelos an der Strecke Linha do Minho.
Esposende ist in das landesweite Fernbusnetz der Rede Expressos eingebunden.
Der öffentliche Personennahverkehr im Kreis wird durch Buslinien des Unternehmens Litoral Norte bedient.

## Söhne und Töchter der Stadt
- António Rodrigues Sampaio (1806–1882), Journalist und liberaler Politiker, mehrmaliger Innenminister, 1881 kurzzeitig Premierminister
- Tiago Augusto de Almeida (1864–1936), Arzt und Hochschullehrer
- António Rodrigues Alves de Faria (1871–1949), Unternehmer, kam in Brasilien zu Vermögen
- Fonseca Lima (1874–1945), republikanischer Politiker
- Manuel de Barros (1908–1971), Astronom
- Abel Vinha dos Santos (1912–1939), Schriftsteller
- Viana de Lima (1913–1991), Architekt
- José Gonçalo Correia de Oliveira (1921–1976), Politiker, mehrmaliger Minister im autoritären Estado-Novo-Regime
- João Maria de Oliveira Martins (1934–2011), konservativer Politiker und Ingenieur, mehrmaliger Minister
- Bernardete Costa (* 1949), Schriftstellerin
- António Couto dos Santos (* 1949), Politiker und Ingenieur, mehrmaliger Minister
- Luís Campos (* 1964), Sportfunktionär und Trainer
- Paulo Gonçalves (1979–2020), Motorradrennfahrer, bei der Rallye Dakar 2020 tödlich verunglückt
- Teresa Portela (* 1987), Kanutin
- Ana Maria De Sá Fernandes (* 1987 in Vila Chã), Fußballspielerin

Der Maler Henrique Medina (1901–1988) und der Schriftsteller António Correia de Oliveira (1878–1960) starben in Esposende.

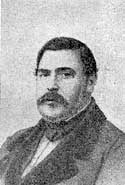
António Rodrigues Sampaio
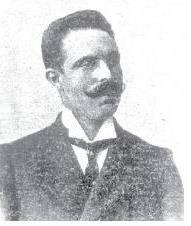
Fonseca Lima
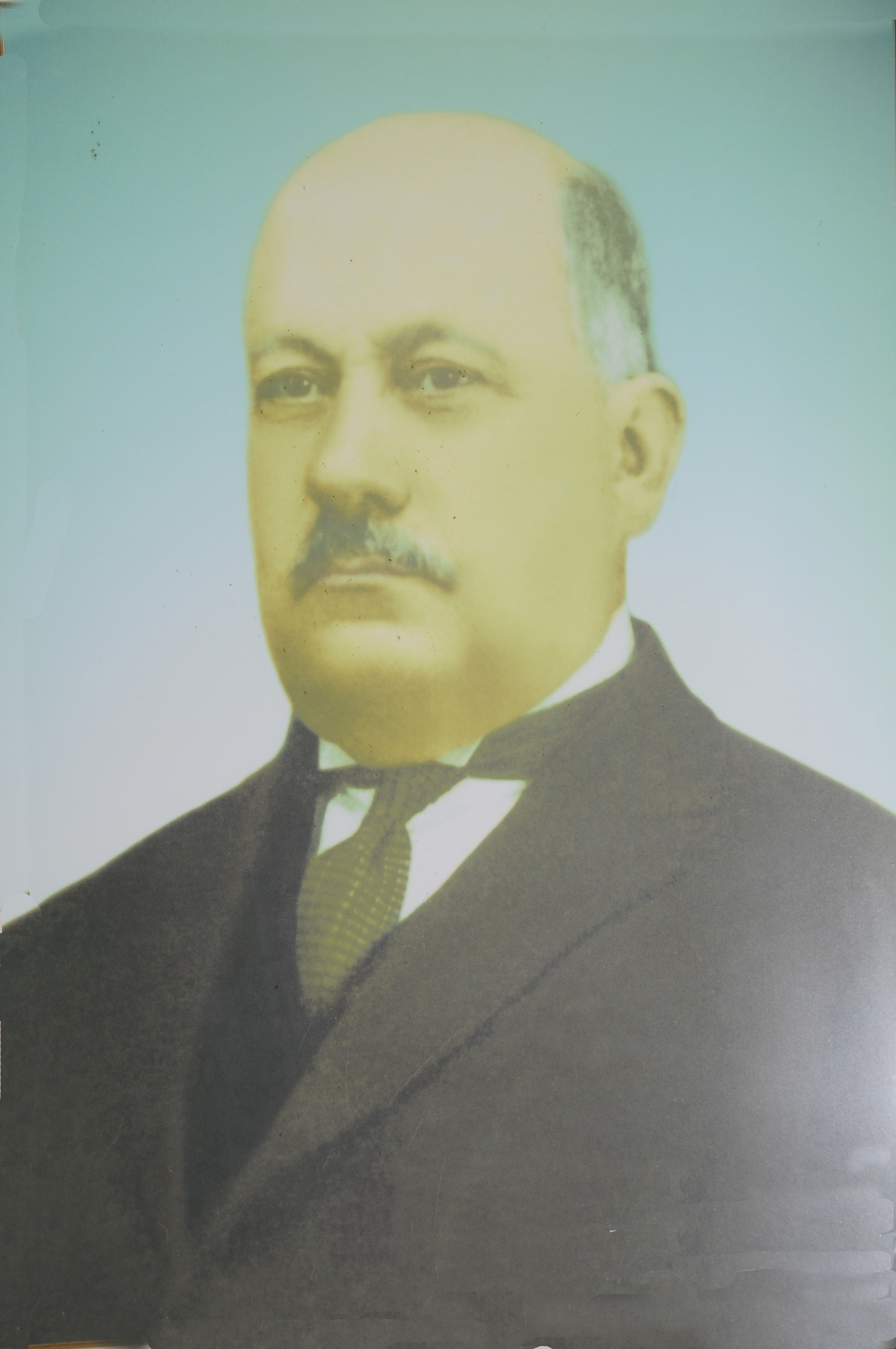
António Rodrigues Alves de Faria
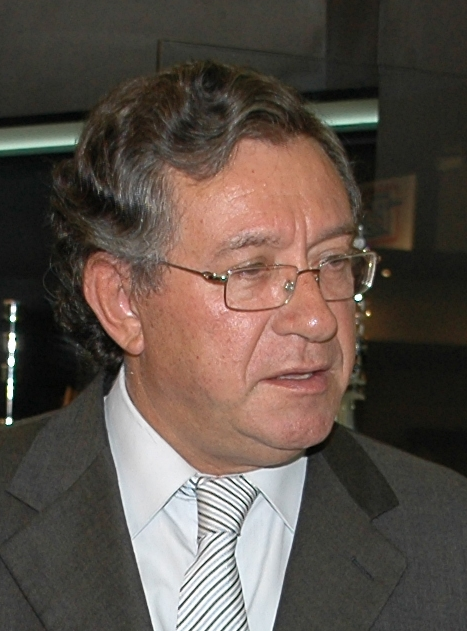
António Couto dos Santos
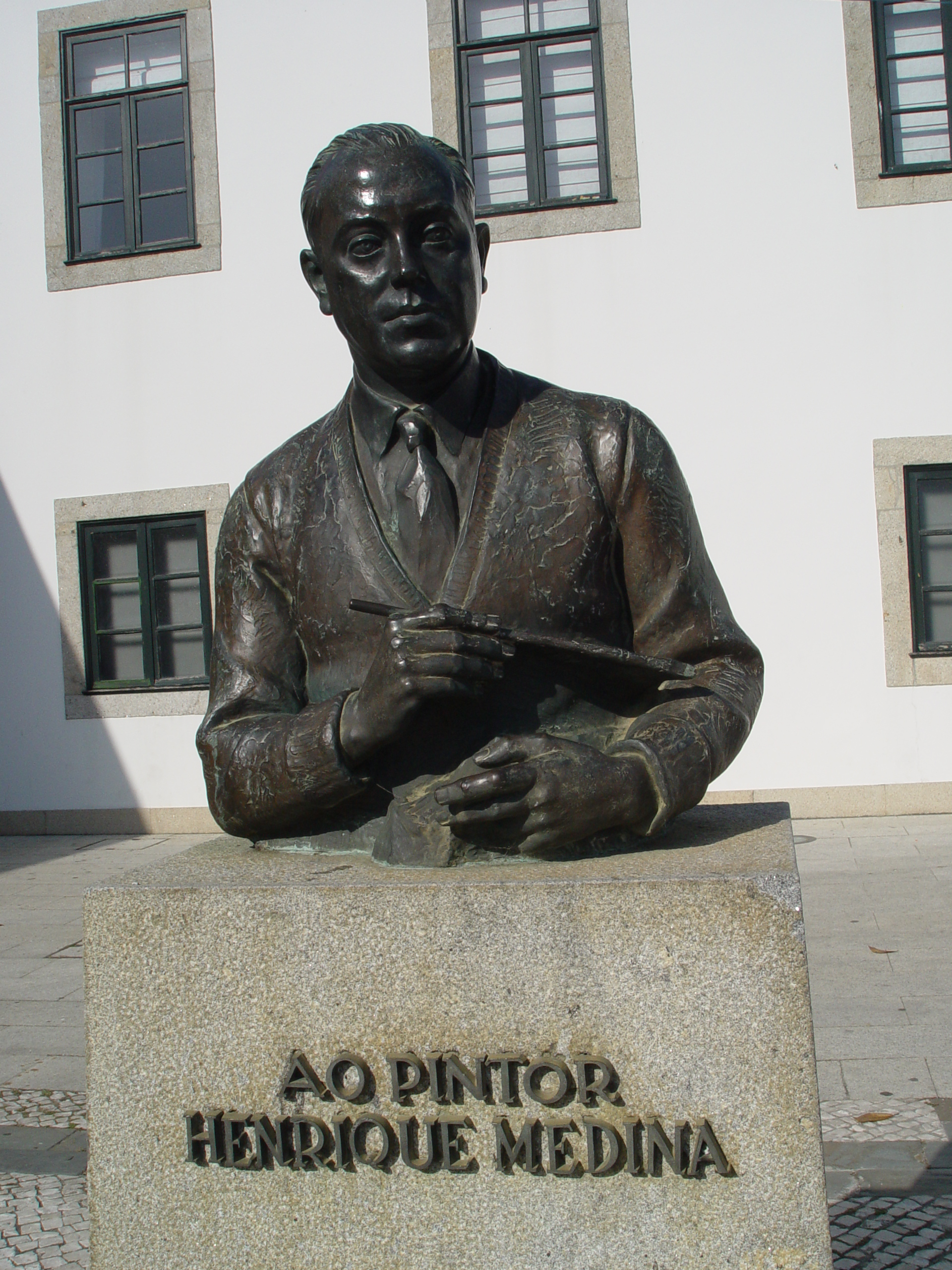
Denkmal für Henrique Medina in Esposende